# 小選挙区比例代表並立制
小選挙区比例代表並立制（しょうせんきょくひれいだいひょうへいりつせい）とは、選挙制度の一つである。小選挙区制と比例代表制の二つを組み合わせて行う制度である。各国の議会選挙で採用されている。

## 概要
小選挙区選挙と比例代表選挙を並行して行う制度の場合、それぞれの長所を得て短所を補うことができるとされる。小選挙区制と比例代表制の重点の置き方、制度相互の関係に着目して、小選挙区比例代表併用制と対比して論じられる。並立制と違い、併用制は本質的に比例代表制であり各政党の獲得議席は原則として比例代表の得票により決定され、小選挙区部分は政党内の当選者の決定に使用されるにすぎない。
一般に並立制という場合には、小選挙区選挙、比例代表選挙のそれぞれによって議員が選出される。有権者は2票を有し、小選挙区では候補者個人に、比例代表では政党に投票するのが一般的である。
並立制の下では、一部の議席が小選挙区での当選者により決定され、残りの議席は政党名簿から決定される。各政党は比例代表で議席を獲得するために、一定の得票率を必要とする場合がある（阻止条項）。この議席獲得に必要な得票率の要求は、名簿式比例代表制を採用する多くのその議会全体で比例的な結果を得るために政党名簿が使われる併用制と違い、並立制では、比例性は比例代表部分の議席のみに限定される。したがって、5%の得票が見込まれる政党があるとすると、その政党は比例代表部分でのみ5%を獲得し、全議席の5%を獲得するわけではない。
全議席と比較した比例代表部分の比率は、フィリピンの8.75%から日本の37.85%、キルギスの60%まで、広く上下する。この割合が低いほど多数代表の性質が強くなる。

## 並立制を採用している国と地域
| 国                | 議会               | 制度解説 |
| ----------------- | ------------------ | --- |
| アンドラ          | 大評議会           | 大選挙区（二人区）比例代表並立制が採用されている。 |
| イタリア          | 元老院 代議院      | 2017年に導入された。元老院（上院）は小選挙区78（うち在外選挙区4）、比例区122。代議院（下院）は小選挙区155（うち在外選挙区8）、比例区245。                                   |
| カザフスタン      | マジリス （下院）  | 2022年の憲法改正により導入。拘束名簿式比例代表69議席、小選挙区29議席。 |
| ギニア            | 国民議会           | |
| キルギス          | ジョゴルク・ケネシ | 54議席を政党名簿比例代表で、残る36議席を小選挙区から選出。 |
| ジョージア        | ジョージア議会     | 比例代表は全国1選挙区で有効票の5%以上を得た政党及び政党連合に対し議席配分。小選挙区は決選投票の制度あり。                                                                   |
| セーシェル        | 国民議会           | 総定数34議席。25議席は小選挙区で選出。残る9議席は10％以上の得票を得た政党に配分                                                                                             |
| セネガル          | 国民議会           | 105議席を小選挙区から、残る60議席を政党名簿比例代表で選出。 |
| タイ王国          | 人民代表院         | 375議席は小選挙区で選出、残る125議席は比例代表から選出。一時は中選挙区比例代表並立制（中選挙区部分は完全連記制）を採用したが、戻された。                                    |
| タジキスタン      | 国民議会 （下院）  | 41議席を小選挙区で、残る22議席を政党名簿比例代表で選出。 |
| タンザニア        | 国民議会           | 264議席を小選挙区で、113議席を政党名簿比例代表で選出。ほか、ザンジバル議会代表枠、大統領任命枠、司法長官枠がある。                                                          |
| 中華民国 · (台湾) | 立法院             | 2007年から小選挙区比例代表並立制へ変更。ただし原住民枠については中選挙区のままである。                                                                                      |
| 日本              | 衆議院             | 1996年の総選挙より導入。289議席を小選挙区で、176議席を比例代表で選出（以下概要）。                                                                                          |
| ネパール          | 制憲議会           | 2008年の選挙で採用された。240議席を小選挙区で、335議席を比例代表で選出。残る26議席は内閣の指名による。                                                                      |
| パレスチナ        | 立法評議会         | 1996年から中選挙区比例代表並立制を導入。ただし重複立候補はなく、また選挙区は完全連記制。                                                                                    |
| ハンガリー        | 国民議会           | 現在使用。部分的に小選挙区と比例代表の死票を集計する全国区があるため、やや比例代表の性格が強い。                                                                            |
| フィリピン        | 代議院 （下院）    | 228議席は小選挙区で選出。残る52議席は政党名簿から選出（ただし政党名簿で配分される上限は1政党あたり3議席）。                                                                 |
| 南オセチア        | 南オセチア議会     | 政党名簿比例代表と小選挙区からそれぞれ17名を選出。 |
| メキシコ          | 連邦議会           | 上院は中選挙区比例代表並立制。下院は比例代表部分に調整機能があり、やや比例代表の性格が強い。                                                                                |
| リトアニア        | セイマス           | 独立後、現在まで使用。全141議席中、71議席を小選挙区で、残る70議席を比例代表から選出する。                                                                                   |
| ロシア            | ロシア下院         | 1993年から2003年まで使われ、その後完全比例区となっていたが、2016年ロシア下院選挙から再び採用されている。全450議席中、225議席を小選挙区、残りの225議席を比例代表で選出する。 |

制度の詳細についてはIPU（列国議会同盟）の"PARLINE database on national parliaments"も参照した。

### 過去に採用したことがある国々
- アルバニア - 1997年まで採用されていた。
- アルメニア - 2021年まで採用されていた。
- イタリア - 1993年から2005年まで採用されていた。
- ウクライナ最高議会 - 1997年の選挙法改正から2005年まで採用されていた。
- 大韓民国 - 1963年の第三共和国以降、維新体制（1972年 - 1979年）の間を除き、長く国会議員選挙で採用されてきたが、2019年の選挙法改正で小選挙区比例代表連用制に移行。
- 東ティモール - 2001年8月の制憲議会選挙で採用された。
- ブルガリア - 1990年と2009年の国民議会議員選挙で採用されたが、いずれもまもなく廃止された。

出典
Inter Parliamentary Union (IPU) - 列国議会同盟ホームページ

## 日本の小選挙区比例代表並立制の制度概要
中選挙区時代では、候補者たちは広い選挙区を選挙カーで走り回り、駅前の演説、各地の支持母体での講演などたくさん活動せねばならず、候補者たちは体力的に重労働で、選挙活動に多額の人とお金がかかっていた。
また、中選挙区制では、各選挙区の定数3人 - 5人に対し、自民党内の各派閥から複数の候補が乱立して立候補して、それが、自民党内の派閥同士の熾烈な争い、自民党の金権政治、派閥の論理、密室政治を生んだ、と批判された。
また、そういった候補者たちの懐事情を察知して、大企業が自分たちの意向を政治に反映してもらおうと政界に秘密裡に多額の献金をするケースも相次いだ（詳細は「リクルート事件」「東京佐川急便事件」「ゼネコン汚職事件」を参照）。このように日本の中選挙区制度は、自民党の派閥中心の選挙・金銭授受の蔓延・政権交代の不在と緊張感の喪失、汚職政治、日本政治の欠陥とされ、国民から大きな政治不信を招いた（詳細は「55年体制」を参照）。このような背景から、衆議院の新しい選挙制度として、小選挙区制導入案が提示された。
新しい小選挙区制度では、従来の派閥中心の選挙から政党本位・政策本位の選挙への転換、その結果、政権交代が起きやすくなること、各政党が政策立案、政権運営の担当能力を磨くこと、一党優位政党制の転換、二大政党制への実現、を目標としていた。
1994年、細川内閣のもとで公職選挙法が改正され、衆議院に「小選挙区比例代表並立制」（拘束名簿式比例代表制）が導入された。
1996年に実施された第41回衆議院議員総選挙から、従来の中選挙区に代わって、この「小選挙区比例代表並立制」が新しくスタートした。小選挙区比例代表並立制は、現在も続いている選挙制度である。
この小選挙区比例代表並立制の特徴は次の通りである。
- 重複立候補制度によって双方の制度が一部連動している。
- 政党は小選挙区の候補者も比例代表の名簿にも登載できる。
- 比例代表候補者に所属政党は順位を付けることもできるが、重複立候補者については同順位とすることもできる。
- 同順位とした場合、実際の順位は小選挙区における惜敗率によって決定される[7][8][9]。
- 衆議院は小選挙区と比例代表制（拘束名簿方式）の並列制、参議院は都道府県単位の選挙区制（大選挙区制）と全国単位の比例代表制（非拘束名簿方式）の並列制をとっている。
- 1983年より参議院議員通常選挙で比例代表制と選挙区制が並立的に用いられているが、こちらは衆議院議員総選挙と違って、重複立候補を認めていないため、惜敗率による名簿順位の変動は発生しない[10][8]。
- 重複立候補した議員が小選挙区で当選した場合、比例代表名簿から除外されるが、小選挙区で落選した場合、比例代表で惜敗率が高いほど、比例での復活当選の可能性がある。しかし、小選挙区でも立候補していた場合、供託金没収ラインでもある有効投票総数の10分の1の得票を得られていないと復活当選の資格を失う[11][8]。
  - 導入初回となった第41回衆議院議員総選挙ではこの規定がなく、供託金没収となった重複立候補者が復活当選となる例が発生したため、制度上の問題面として議論の対象となり、その後の公職選挙法改正で上記の規定が導入されている。

- 制度改革に伴い地盤を同一にする候補者が出たため、コスタリカ方式により候補者の調整がなされた。

衆議院における並立制の導入の経緯については「政治改革四法」を参照。

### 批評
選挙区の狭い小選挙区制になったことで、候補者たちは選挙区内を隈なく回れるようになり、選挙活動費も、比較的低く抑えられるようになった。また、政党本位、政策本位を前面に出した選挙戦は、二大政党制を促し、政権交代が可能な制度となった。しかし、小選挙区比例代表並立制の「小選挙区制」と「比例代表制」にはそれぞれ次の特徴がある。
- 小選挙区制 - 最高得票者がシンプルに当選するが、それ以外は死票となり、死票が多く出るという欠点がある。

- 比例代表制 - 死票が比較的少なく、小政党にも有利だが、政党の掲げる政策が選挙での主な争点となり、政党に属している候補者個人の顔が見えにくいという欠点がある。

小選挙区比例代表並立制は、この2つの制度の長所をいかし、短所を補いあった制度となっている。
元衆議院議員かつ元参議院議員の石井一は、かつて羽田孜や小沢一郎らと共に小選挙区制度導入といった政治改革実現のために自民党を離脱し新生党を立ち上げ、小選挙区比例代表並立制の導入推進をした。しかし、第49回衆議院議員総選挙直前の2021年10月23日の神戸新聞のインタビュー内において、安倍政権が長く続いた理由に対し、「選挙制度が要因や。俺も自民党の選挙制度部会長なんかで制度づくりの中心を担ったから戦犯やな」「選挙制度というものが、いかに民主主義を劣化させるかという象徴的なことになってしまった。俺の責任は大きい。中選挙区は派閥の横行と金の使い方が問題やったけど、議員の玉が良かった。政治に活力があふれ、ダイナミックだった。小選挙区は議員が標準化、平準化され小粒になった。政治の醍醐味はなくなった」と語り、現在はかつての国会議員と比べて政党の政策が主となり、候補者個人が見えにくくなったことを指摘し、その責任は自身にもあるとしている。
また、石井と同じように当時の若手の政治改革の急先鋒で自民党を離党して新生党に参加した石破茂も、「本来ならば小選挙区制度に移行しても変わらなくて良いはずであるが、実際問題として国会議員と選挙区の人々との距離が遠くなってしまった」と自身のYouTubeの動画内で述べているほか、自身のブログで「中選挙区制は『支持する党を選んだ後、人を選ぶ』という制度でしたが、サービス合戦になって多額の金がかかる、国家の利益よりも地域の利益が優先される等々、短所を強調するあまりに、その長所を看過していたことは否めません」と述べている。
一方で小沢は「小選挙区制にしたから、政権交代が起きたんだ。中選挙区制のままだったら、永久に自民党政権が続いた。政権交代可能な議会制民主主義を日本に定着させるのが僕の長年の目標」と述べ、当時の判断は正しかったとしている。一方、「野党が政権を取って2期くらい続き、政権交代が定着すればもう小選挙区でなくてもいい」とも述べている。
2023年には与野党でつくる衆議院の選挙制度協議会が、小選挙区比例代表並立制の導入を決めた1994年当時の当事者らに導入の経緯などに関してヒアリングすると決め、6月19日に河野洋平元自由民主党総裁、同26日に細川護煕元首相への聞き取りが行われた。この中で河野は「小選挙区制は、有権者が政策本位で政党中心に投票することを想定していたが、現在そうなっているかギャップを感じる」と述べ、当時の想定と差があるとの認識を示した。また、小選挙区と比例代表の重複立候補を認めていることについて「国民に支持されているのか、世論とよく向き合う必要がある」とも述べた。一方で細川は「当時の中選挙区制度と比べ、政治とカネの問題で状況が大きく改善されたことは確かだ」と述べ成果を主張。「実際に政権交代が起こるなど、民意に沿った穏健な多党制の政治となっており、おおむね想定どおりの状況にある」と述べ現状を評価し、重複立候補については「惜敗率が高い人が議席を得られるメリットがある」と述べるなど河野とは逆の評価をした。
駿河台大学法科大学院教授の成田憲彦は、「第1党の比例単独下位で当選した議員は、日常活動の場としての選挙区を持たず、次回の当選も見込めずにポピュリズム的行動に走り、党の不安定化要因となった」と述べている。
羽原清雅は、「派閥の弱体化に伴い党執行部の権限が強化され、強引な解散権の行使や、選挙の焦点を1つに絞って世論の不消化を招く『非民主的な権力行使』につながった」とし述べている。
名古屋大学大学院法学研究科准教授の大屋雄裕は、「衆参両院が2つの理念を折衷した選挙制度をそれぞれ採用しており、両院がともに明確な理念を示さない制度を採用している」と述べている。
北海学園大学講師の山本健太郎は、「自民党に対抗して政権獲得を目指す政党は、より大規模な勢力としてまとまって選挙に臨むことが重要であるが、規模を拡大すればするほど、多様な政策志向の議員を抱え込み党の凝集性が弱まる。しかし凝集性を強めようとすれば、規模の拡大に慎重にならざるをえない」というジレンマがあると述べている。